# Пергамски олтар
„Пергамският олтар“, датиращ от 180 – 160 г. пр.н.е., е едно от най-значителните произведения на елинистичното изкуство, съхранило се до днес. Получава името си от мястото на създаването му – град Пергам, Мала Азия. Сред запазените фризове е и релефна скулптура на битката на боговете с наследниците на титаните – гигантите (гигантомахия).
Съхранява се в берлинския Пергамски музей на античното изкуство (построен през 1930 г. и част от културно-историческото наследство на ЮНЕСКО) в отделена специално за целта огромна зала. Редом с портата на Ищар от Вавилон (най-големия град и световен център на древността) и Бранденбургската врата е сред символите на Берлин.
Възстановяването на фрагментите на Пергамския олтар в Берлин отнема близо 20 години (1910 – 1930 г.), т.е. толкова време, колкото вероятно е траела изработката му.